# Bevægelsesligning
En bevægelsesligning er en ligning, der beskriver bevægelsen af et fysisk system. Generelle bevægelsesligninger tæller Newtons 2. lov og Euler-Lagrange-ligninger.